# 加茂 (高石市)
加茂（かも）は、大阪府高石市にある地名。2025年現在の行政地名は加茂一丁目から加茂四丁目。

## 地理
高石市の中央部に位置する。北西は高師浜、南西は綾園、南東は西取石、北東は東羽衣に接する。北西から順に一丁目から四丁目がある。

## 歴史

### 沿革
- 1966年（昭和41年）、大阪府泉北郡高石町が市制施行。高石町南・綾井の各一部より、高石市加茂1 - 4丁目成立[5]。

## 世帯数と人口
2025年（令和5年）6月1日現在の世帯数と人口は以下の通りである。
| 丁目       | 世帯数    | 人口    |
| ---------- | --------- | ------- |
| 加茂一丁目 | 1,014世帯 | 2,092人 |
| 加茂二丁目 | 617世帯   | 1,400人 |
| 加茂三丁目 | 500世帯   | 1,084人 |
| 加茂四丁目 | 476世帯   | 1,252人 |
| 計         | 2,607世帯 | 5,828人 |

### 人口の変遷
国勢調査による人口の推移。
| 1995年（平成7年）  | 6,049人 | [ 6 ]  |  |
| 2000年（平成12年） | 5,906人 | [ 7 ]  |  |
| 2005年（平成17年） | 5,473人 | [ 8 ]  |  |
| 2010年（平成22年） | 5,514人 | [ 9 ]  |  |
| 2015年（平成27年） | 5,957人 | [ 10 ] |  |
| 2020年（令和2年）  | 5,794人 | [ 11 ] |  |

### 世帯数の変遷
国勢調査による世帯数の推移。
| 1995年（平成7年）  | 2,316世帯 | [ 6 ]  |  |
| 2000年（平成12年） | 2,285世帯 | [ 7 ]  |  |
| 2005年（平成17年） | 2,068世帯 | [ 8 ]  |  |
| 2010年（平成22年） | 2,089世帯 | [ 9 ]  |  |
| 2015年（平成27年） | 2,266世帯 | [ 10 ] |  |
| 2020年（令和2年）  | 2,300世帯 | [ 11 ] |  |

## 学区
市立小・中学校に通う場合、学区は以下の通りとなる。
| 丁目       | 番/番地等 | 小学校             | 中学校             |
| ---------- | --------- | ------------------ | ------------------ |
| 加茂一丁目 | 全域      | 高石市立加茂小学校 | 高石市立取石中学校 |
| 加茂二丁目 | 全域      | 高石市立加茂小学校 | 高石市立取石中学校 |
| 加茂三丁目 | 全域      | 高石市立加茂小学校 | 高石市立取石中学校 |
| 加茂四丁目 | 全域      | 高石市立加茂小学校 | 高石市立取石中学校 |

## 事業所
2021年（令和3年）現在の経済センサス調査による事業所数と従業員数は以下の通りである。
| 丁目       | 事業所数  | 従業員数 |
| ---------- | --------- | -------- |
| 加茂一丁目 | 42事業所  | 312人    |
| 加茂二丁目 | 27事業所  | 128人    |
| 加茂三丁目 | 7事業所   | 87人     |
| 加茂四丁目 | 42事業所  | 811人    |
| 計         | 118事業所 | 1,338人  |

## 交通

### 道路
- 国道26号
- 大阪府道219号信太高石線

## 施設
- 高石市役所
- 高石市立中央公民館
- 高石市立中央プール
- 高石市 高石配水場
- 高石加茂郵便局
- 高石市立加茂小学校
- 池田泉州銀行 高石支店
- 関西スーパー 高石駅前店
- 芦田川ふるさと広場

## 郵便
- 郵便番号：592-0011[3]（集配局：浜寺郵便局[14]）。

## ギャラリー

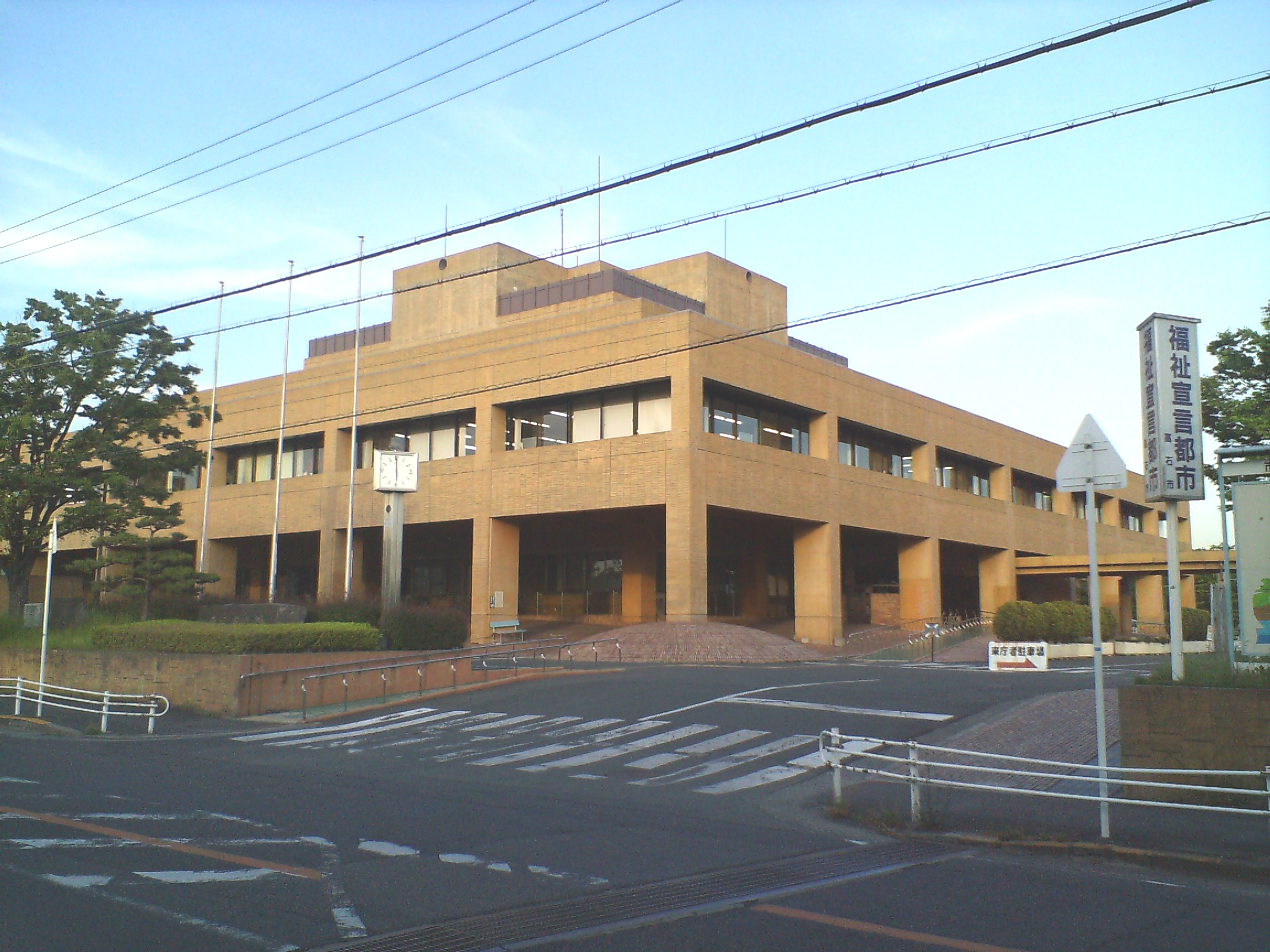
高石市役所
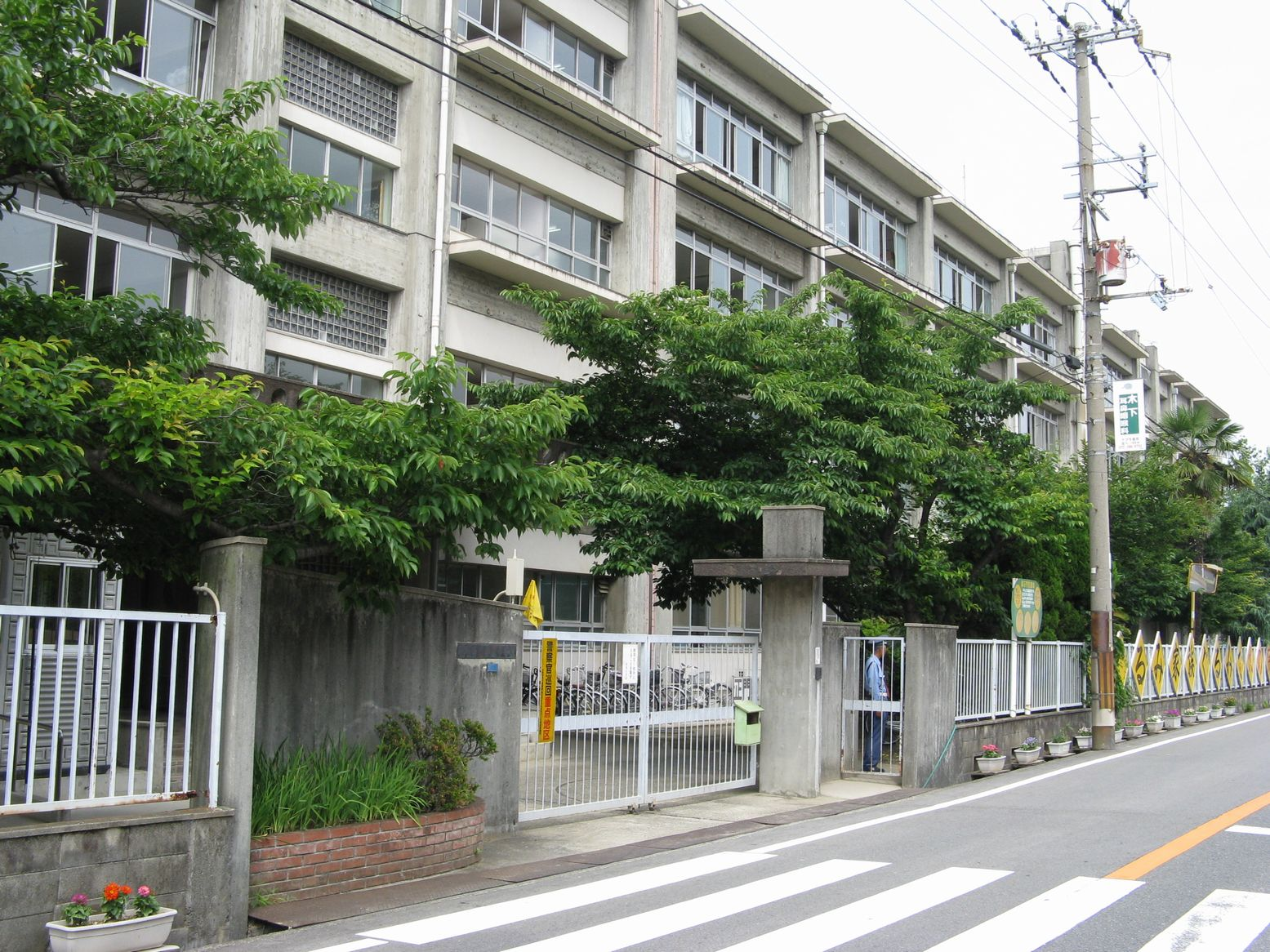
高石市立加茂小学校